# 卡姆揚卡 (新普斯科夫市鎮)
49°38′0″N 39°21′37″E / 49.63333°N 39.36028°E
卡姆揚卡（烏克蘭語：Кам'янка），或依俄語譯為卡緬卡（俄语：Камeнка），是位於烏克蘭東部的村莊，由盧甘斯克州舊比利斯克區的新普斯科夫市鎮負責管轄。該村始建於1657年，面積6.03平方公里，海拔高度103米，2001年人口1,481。